# Uliga
Uliga (marshallesisch Wūlka) ist ein Motu im Osten des Majuro-Atolls der pazifischen Inselrepublik Marshallinseln.

## Geographie
Die Insel grenzt nördlich an Darrit und westlich an Delap. Zwischen Uliga und Delap liegen noch zwei kleinere, zu Delap gehörige Inseln, Biggariat und Eniligere. Gemeinsam mit ihren Nachbarinseln bildet Uliga den Verdichtungsraum "Delap-Uliga-Darrit"
der Hauptstadt der Marshall-Inseln, Majuro, die das gesamte Atoll umfasst.
1988 hatte der Ort bzw. Ortsteil Uliga 2144 Einwohner auf einer Fläche von 0,293 km² (29,3 Hektar). Die Inseln von Darrit im Norden bis Enirak im Westen sind durch einen durchgehenden Straßendamm verbunden. Der Straßendamm wurde im Zweiten Weltkrieg aus Korallenbruchstücken gebaut; die Straße wurde später befestigt.
Uliga ist Sitz des Majuro Courthouse sowie der Exilverwaltungen der evakuierten Atolle Bikini und Rongelap.